# Jacques-André Mesnard
Pour les articles homonymes, voir Mesnard.
Jacques-André Mesnard, né à Rochefort (Charente-Inférieure) le 11 novembre 1792 et mort à Viroflay le 24 décembre 1858, était un juriste et homme politique français, pair de France et sénateur.

## Biographie
Il étudie le droit à Poitiers, devient avocat et s'inscrit au barreau de Rochefort en 1812. Il se fait notamment remarquer dans les suites judiciaires de l'affaire du radeau de La Méduse et de son capitaine Hugues de Chaumaray.
Proche du camp libéral sous la Restauration, il se rallie au nouveau roi Louis-Philippe dès 1830, et obtient rapidement de nouvelles fonctions : il exerce à Poitiers, Grenoble, Rouen. En 1841, il devient conseiller à la cour de cassation. Louis-Philippe le nomme à la Chambre des pairs en 1845.
Jacques Mesnard se rallie à la cause de Louis-Napoléon Bonaparte, qui le nomme président de chambre à la Cour de cassation en 1851. Il est de ceux qui participent à la rédaction de constitution de 1852. Napoléon III le nomme au Sénat fin 1852, il en sera le premier vice-président.
Il est mis à la retraite en mars 1857, et meurt le 24 décembre 1858.
Il a été élevé au rang de Grand croix de la Légion d'honneur le 16 novembre 1856. Il était membre de l'Académie des sciences morales et politiques, nommé par l'Empereur, et a laissé une traduction de La Divine Comédie de Dante.

## Traduction de laDivine Comédie
- La Divine Comédie de Dante Alighieri. L’Enfer. Traduction en prose. Notes par Léonce Mesnard. Paris 1854.
- La Divine Comédie de Dante Alighieri. Le Purgatoire. Traduction en prose. Notes par Léonce Mesnard. Paris 1855.
- La Divine Comédie de Dante Alighieri. Le Paradis. Traduction en prose. Notes par Léonce Mesnard. Paris 1857.

## Source
- « Jacques-André Mesnard », dans Adolphe Robert et Gaston Cougny, Dictionnaire des parlementaires français, Edgar Bourloton, 1889-1891 [détail de l’édition]